# Film gris
Film gris (deutsch „grauer Film“) bezeichnet eine Reihe von Filmen aus den späten 1940er und frühen 1950er Jahren, die innerhalb des Genres bzw. der Bewegung des Film noir entstanden.

## Definition
Der Begriff Film gris wurde 1985 von dem Filmhistoriker Thom Andersen in seinem Essay Red Hollywood geschaffen. Er umschreibt eine Reihe von Filmen, die als Teil der als Film noir klassifizierten, pessimistischen Thriller der 1940er Jahre entstanden und sich um „größeren psychologischen und sozialen Realismus“ bemühten. Dabei bezog Andersen sich speziell auf zwischen 1947 und 1951 entstandene Filme, die von mehrheitlich linken Filmemachern produziert, geschrieben oder inszeniert worden waren. Dazu zählte er unter anderem Arbeiten von Jules Dassin, Robert Rossen, Joseph Losey, Cy Endfield, Abraham Polonsky und John Berry, die wegen ihrer politischen Haltung allesamt während der antikommunistischen McCarthy-Ära keine Arbeit mehr in Hollywood fanden, aber auch John Hustons Asphalt Dschungel. Wiederholt auftauchende Themen und Motive sind die Betonung von sozialen Ungleichheiten innerhalb des kapitalistischen Systems, Klassenschranken und -gegensätze, die sich verwischenden Grenzen zwischen Wirtschaftsbetrieben und Kriminalität, Polizeikorruption oder das Unvermögen des Gesetzes, seine Bürger zu schützen.
Zur Entstehung des Begriffs Film gris schrieb Andersen, dieser schien ihm angemessen, weil „man uns beigebracht hat, Kommunismus mit Trostlosigkeit und Düsternis [im Original: ‚greyness‘ = Grau] gleichzusetzen, und diese Filme sind oftmals trostlos und deprimierend“. Als „exemplarischen Darsteller“ dieser Filme sah er John Garfield.
James Naremore wies in More than Night: Film Noir in Its Contexts auf die Problematik des Begriffs hin: So benutzten Charles Higham, Joel Greenberg und John Tuska denselben Terminus, um innerhalb des Film noir solche Filme abzugrenzen, die gegenüber den „schwarzen“ Vertretern wie Frau ohne Gewissen eine größere Gewichtung hin zum Melodramatischen aufweisen. Dennoch hat sich in der Filmanalyse mehrheitlich Andersens Definition durchgesetzt. Neben den von Andersen genannten Filmemachern regte Naremore die Einbeziehung von Orson Welles und den als Hollywood Ten bekannt gewordenen Filmschaffenden an.

## Filmografie
Nur von Thom Andersen als „Film gris“ klassifizierte Filme:
- 1947: Jagd nach Millionen (Body and Soul) – Regie: Robert Rossen
- 1948: Im Schatten der Nacht (They Live by Night) – Regie: Nicholas Ray
- 1948: Die Macht des Bösen (Force of Evil) – Regie: Abraham Polonsky
- 1948: Nachtclub-Lilly (Road House) – Regie: Jean Negulesco[6]
- 1949: Gefahr in Frisco (Thieves’ Highway) – Regie: Jules Dassin
- 1949: Not Wanted – Regie: Ida Lupino[6]
- 1949: Vor verschlossenen Türen (Knock on Any Door) – Regie: Nicholas Ray
- 1949: Wir waren uns fremd (We Were Strangers) – Regie: John Huston
- 1950: Asphalt Dschungel (The Asphalt Jungle) – Regie: John Huston
- 1950: Aufruhr in Santa Sierra (The Sound of Fury) – Regie: Cy Endfield
- 1950: Menschenschmuggel (The Breaking Point) – Regie: Michael Curtiz
- 1950: Gnadenlos gehetzt (The Lawless) – Regie: Joseph Losey
- 1950: Quicksand – Regie: Irving Pichel[6]
- 1950: Die Ratte von Soho (Night and the City) – Regie: Jules Dassin
- 1950: Shakedown – Regie: Joseph Pevney[6]
- 1951: Dem Satan singt man keine Lieder (The Prowler) – Regie: Joseph Losey
- 1951: Steckbrief 7-73 (He Ran All the Way) – Regie: John Berry